# Nérondes
Nérondes är en kommun i departementet Cher i regionen Centre-Val de Loire i de centrala delarna av Frankrike. Kommunen ligger  i kantonen Nérondes som tillhör arrondissementet Saint-Amand-Montrond. År 2022 hade Nérondes 1 412 invånare.

## Befolkningsutveckling
Antalet invånare i kommunen Nérondes
Referens:INSEE